# کاستنر (دهانه)
کاستنر یک دهانه برخوردی در ماه‌ است.